# 横溝正史館
横溝正史館（よこみぞせいしかん）は、山梨県山梨市にある山梨市立の博物館。推理作家の横溝正史が晩年まで執筆の場に使用していた東京都世田谷区成城の自宅敷地内にあった木造平屋を、移築し公開したものである。

## 概要
この建物は1955年（昭和30年）頃に建てられたもので、正史が亡くなる1981年（昭和56年）まで書斎兼執筆場所として使用された。その後25年間使われることなく放置され、老朽化が進み解体することとなりかけたが、建物の保存を願う関係者により移築管理場所を探すこととなった。横溝家と親しい山梨市出身の出版関係者の尽力により同市が受け入れることが決まり、2006年（平成18年）5月、横溝正史の長男、横溝亮一より同家屋が自筆原稿等とともに山梨市に寄贈移築され、公開された。移築場所は同市の笛吹川フルーツ公園に隣接しており、甲府盆地を見下ろす展望の良い山の中腹にある。
横溝正史と山梨は直接的な関係はなかったが、呼吸器疾患による転地療養のため、東京から長野県上諏訪温泉への往来に中央本線を利用した際、極度の乗り物恐怖症であった正史は、幾度か山梨市駅（当時の駅名は日下部駅）で途中下車をし、笛吹川付近を散策したと言われている。

## 展示物
木造平屋建て約20坪の館内には、執筆をした書斎がそのまま保存されている。なお、文机はレプリカである。室内には江戸川乱歩から贈られた自筆の書簡が掲げられている。
また、『八つ墓村』『犬神家の一族』『獄門島』などの自筆原稿、愛用の品なども展示されている。

## 施設情報
- 所在地 : 山梨県山梨市江曽原1411-6番地
- 開館日 : 土曜日・日曜日・祝日（年末年始を除く）
- 開館時間 : 10時 - 15時（入館は14時45分まで）

＊休館日が多いので注意が必要である。

## 周辺
- 万力公園
- 山梨県笛吹川フルーツ公園
- ほったらかし温泉
- 根津記念館